# Nardy
Le nardy est le nom arménien du "nard" un jeu de tables d'origine perse proche du backgammon (короткие нарды en russe), populaire en Russie et dans les pays de l'ancien espace soviétique. Opposant deux joueurs qui tentent le plus rapidement possible de faire sortir du jeu leurs propres jetons, il conjugue stratégie de positionnement et hasard de jeu de dés.

## Règles du jeu
Le jeu se joue à deux joueurs, placés l'un en face de l'autre. Le plateau est divisé en deux moitiés, l'une à gauche et l'autre à droite et les pions sont de couleur différente, généralement blancs et noirs. 
Chacun des deux joueurs dispose de 15 pions, situés initialement sur la droite de chacun des joueurs, à l'extrémité du plateau et organisés verticalement. Cette colonne initiale de jetons s'appelle la tête. Le mouvement d'un pion situé dans la tête est appelé déplacement de tête. Il n'est pas possible de faire plusieurs déplacements de tête par tour, sauf pour quelques exceptions lors du premier tour de jeu.    

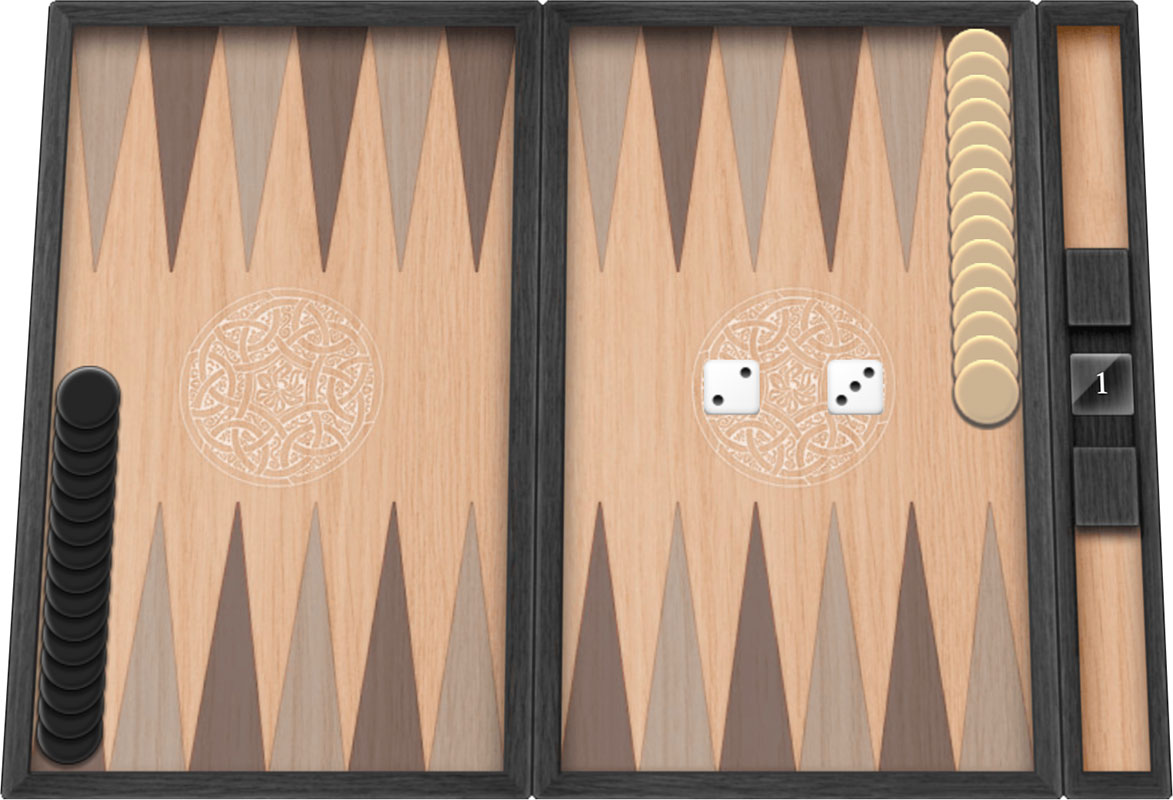
Position de départ avec les deux têtes au nardy.

Les joueurs disposent de deux dés classiques, numérotés de un à six. Pour démarrer, chaque joueur lance un dé et celui qui obtient le plus grand chiffre démarre. 
Chaque joueur jette ensuite à tour de rôle les dés et déplace les pions de sa couleur. Chaque déplacement se fait dans le sens inverse des aiguilles d'une montre : chacun des deux joueurs démarrera en haut à droite avec les pions situés dans sa tête, puis les déplacera de droite à gauche dans la partie supérieure du jeu, puis de gauche à droite dans la partie inférieure (cf le schéma ci-dessous, le jeu étant disposé pour un joueur jouant les blancs).  

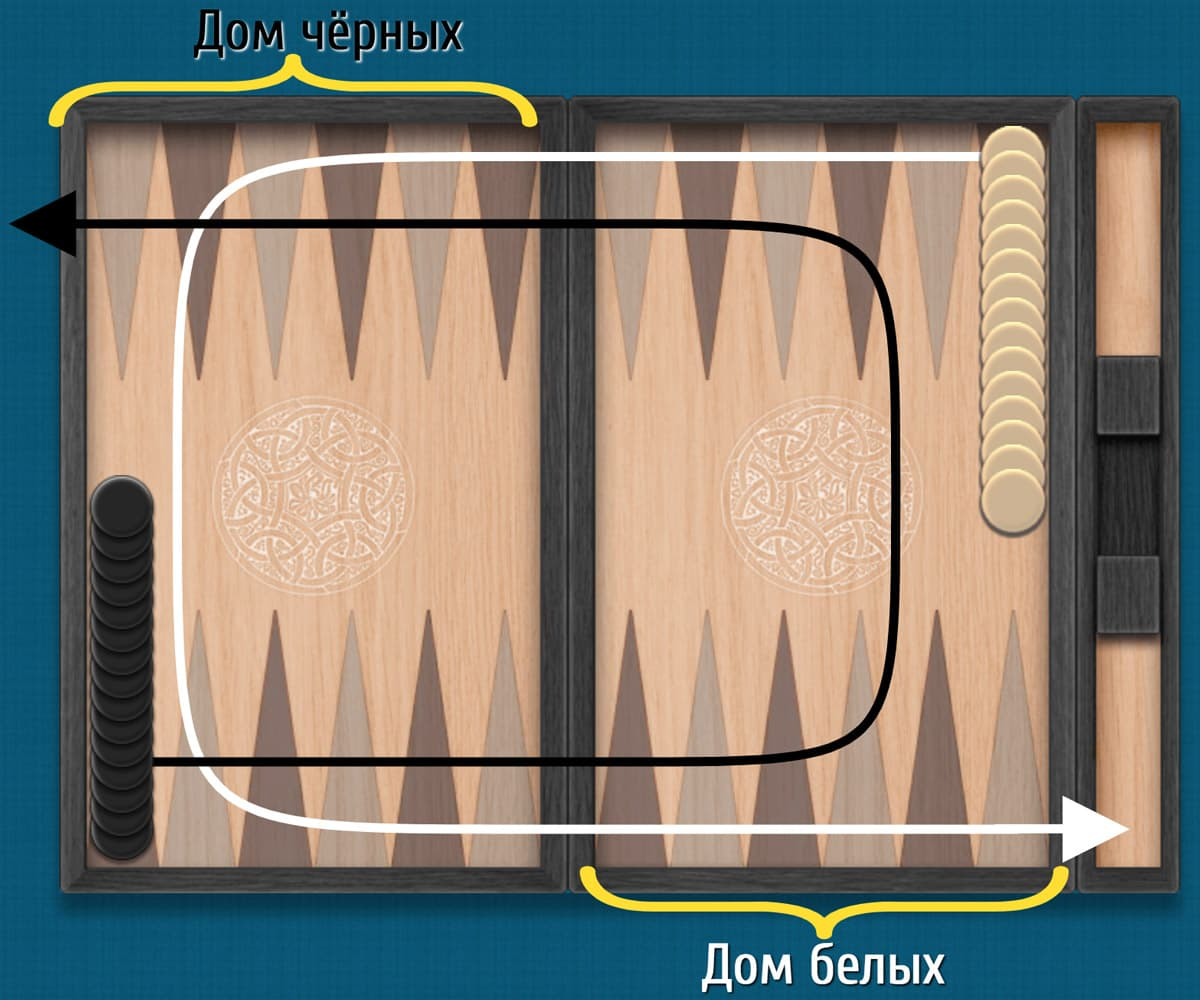
Sens de déplacements des pions au nardy.

Les deux chiffres indiqués sur les dés permettent au joueur de déplacer ses pions, soit en déplaçant deux fois un même pion, soit en déplaçant deux pions différents. Si les dés indiquent un double (deux fois le même chiffre), alors le joueur a droit a 4 mouvements (par exemple, un double trois permettra non pas deux mouvements de trois mais quatre mouvements de trois). 
Il est interdit d'effectuer un déplacement sur un espace occupé par votre adversaire. Il est par contre possible de cumuler plusieurs pions sur un espace occupé par un pion de sa couleur. 
Tout déplacement possible est obligatoire, même si celui-ci n'est pas avantageux d'un point de vue stratégique.   
Pour atteindre la phase finale du jeu, les joueurs doivent avoir réussi à terminer en intégralité le cycle de déplacement pour l'ensemble de leurs pions, c'est-à-dire de leur tête située dans la partie supérieure droite, à leur maison, partie inférieure droite du plateau. 
Une fois les 15 pions déplacés dans la maison, le joueur peut commencer à sortir du plateau chacun de ses pions. La maison est numérotée de 1 à 6, le 1 étant situé à l’extrémité inférieure droite du plateau. Les chiffres obtenus par les dés permettent alors de sortir les pions situés dans les espaces correspondants.         